# Cantone di Tarare
Il cantone di Tarare è una divisione amministrativa, situato nel dipartimento del Rodano dell'arrondissement di Villefranche-sur-Saône.
A seguito della riforma approvata con decreto del 27 febbraio 2014, che ha avuto attuazione dopo le elezioni dipartimentali del 2015, è passato da 16 a 21 comuni.

## Composizione
I 16 comuni facenti parte prima della riforma del 2014 erano:
- Affoux
- Ancy
- Dareizé
- Dième
- Joux
- Les Olmes
- Pontcharra-sur-Turdine
- Saint-Appolinaire
- Saint-Clément-sur-Valsonne
- Saint-Forgeux
- Saint-Loup
- Saint-Marcel-l'Éclairé
- Saint-Romain-de-Popey
- Les Sauvages
- Tarare
- Valsonne

Dal 2015 i comuni appartenenti al cantone sono i seguenti 21:
- Affoux
- Ancy
- Chambost-Allières
- Dareizé
- Dième
- Grandris
- Joux
- Lamure-sur-Azergues
- Les Olmes
- Pontcharra-sur-Turdine
- Saint-Appolinaire
- Saint-Clément-sur-Valsonne
- Saint-Forgeux
- Saint-Just-d'Avray
- Saint-Loup
- Saint-Marcel-l'Éclairé
- Saint-Romain-de-Popey
- Sarcey
- Les Sauvages
- Tarare
- Valsonne